# Yulia Pliduzhnaya
Yulia Pliduzhnaya (Rusia, 1 de octubre de 1988) es una atleta rusa especializada en la prueba de salto de longitud, en la que consiguió ser medallista de bronce europea en pista cubierta en 2011.

## Carrera deportiva
En el Campeonato Europeo de Atletismo en Pista Cubierta de 2011 ganó la medalla de bronce en el salto de longitud, con un salto de 6.75 metros que fue su mejor marca personal, tras su paisana rusa Darya Klishina (oro con 6.80 metros) y la portuguesa Naide Gomes.